# Limbo (gra komputerowa)
Limbo (zapisywane jako LIMBO) – komputerowa gra platformowo-logiczna, premierowa produkcja niezależnego duńskiego studia Playdead. Pierwotnie została wydana 21 lipca 2010 roku jako tytuł na wyłączność konsoli Xbox 360 w usłudze Xbox Live Arcade, a w kwietniu 2011 roku ponownie wydana w zestawie pudełkowym wraz z 'Splosion Man i Trials HD. Po upływie rocznego okresu wyłączności studio Playdead stworzyło porty na PlayStation 3 w usłudze PlayStation Network i na komputery osobiste w usłudze Steam. Wersję na system OS X opublikowano w grudniu 2011 roku, a na system Linux w maju 2012 roku. Edycje na platformy PlayStation Vita i iOS ukazały się odpowiednio w czerwcu i lipcu 2013 roku.
Limbo jest dwuwymiarową grą platformową, zawierającą system fizyki Box2D, który reguluje zachowanie środowiska i postaci. Gracz, kierując bezimiennego chłopca, przemierza świat pełen niebezpieczeństw w celu znalezienia siostry bohatera. Zagadki w grze zostały zaprojektowane w taki sposób, aby postać gracza zginęła przed znalezieniem rozwiązania. Playdead nazwał styl rozgrywki jako „próby i śmierci”.
Gra przedstawiona jest przede wszystkim w monochromatycznych czarno-białych barwach, przy użyciu odpowiedniego oświetlenia, filtrów i minimalnych dźwięków otoczenia, co stwarza atmosferę często wiązaną z gatunkiem horroru. Dziennikarze pochwalili przedstawienie gry w ciemnych tonacjach, opisując grę jako porównywalną do filmów noir i niemieckiego ekspresjonizmu. W oparciu o estetykę recenzenci sklasyfikowali Limbo jako przykład „gry wideo jako sztuki”.
Limbo otrzymało pozytywne recenzje, ale znikoma fabuła była różnie odbierana; niektórzy krytycy uznali, że otwarte zakończenie ma głębsze znaczenie oraz dobrze współgra z mechaniką gry, podczas gdy inni osądzili, że brak znaczącej fabuły i nagłe zakończenie umniejszają jej. Wspólnym punktem krytyki recenzentów był wysoki koszt gry względem jej długości, który mogłyby zniechęcać graczy do zakupu tego tytułu, ale niektóre recenzje twierdziły, że Limbo oferuje idealnie długi czas rozgrywki. Gra była trzecim najlepiej sprzedającym się tytułem na Xbox Live Arcade w 2010 roku, generując około 7,5 miliona dolarów przychodu. Zdobyła kilka nagród od organizacji branżowych, w tym dwie na Independent Games Festival oraz została nazwana jedną z najlepszych gier 2010 roku.

## Fabuła
Głównym bohaterem gry jest bezimienny chłopiec, który budzi się w środku lasu na „krawędzi piekła” (tytuł gry pochodzi od łacińskiego słowa limbus, co oznacza „krawędź” lub „otchłań”). Podczas poszukiwań swojej zaginionej siostry napotka tylko kilku innych ludzi, którzy atakują go lub uciekają przed nim. W pewnej chwili podczas podróży bohater dostrzega dziewczynkę, ale ta znika, zanim udaje mu się do niej dotrzeć. Las w pewnym momencie ustępuje miejsca rozpadającemu się miastu. Po ukończeniu końcowego poziomu chłopiec wpada w taflę szkła, która przenosi go ponownie do lasu. Chłopak kontynuuje podróż, aż do momentu napotkania siostry. Kiedy podchodzi, dziewczynka podnosi się zaskoczona. W tym momencie gra nagle się kończy.

## Rozgrywka
Gracz kontroluje chłopca przez całą rozgrywkę. Jest to typowe dla większości dwuwymiarowych gier platformowych. Może poruszać postacią w prawą lub lewą stronę ekranu, skakać, wspinać się po półkach, drabinach i linach, pchać lub ciągnąć różne obiekty. Świat gry, przedstawiony za pomocą ciemnej, szarawej grafiki i minimalistycznych dźwięków otoczenia, tworzy straszne, przytłaczające wrażenie. Ciemny obraz ukrywa także wiele pułapek, takich jak sidła na leśnym podłożu lub potwory ukryte w cieniu, które będą próbowały zabić chłopca. Wśród nich uświadczyć można gigantyczne pająki oraz robaki, które zagnieżdżając się w mózgu chłopca, będą zmuszać go do podróżowania w jednym kierunku, dopóki nie zostaną zabite.
W drugiej połowie gry występują pułapki i zagadki zawierające więcej aspektów fizycznych, takich jak maszyny, elektromagnetyzm i grawitacja. Wiele z tych pułapek nie jest widocznych, dopóki nie zostaną włączone, często zabijając chłopca. Gdy tak się stanie, gracz może rozpocząć ponownie grę od ostatniego punktu kontrolnego; nie ma limitu ograniczającego tę możliwość. Gracz może często ominąć te pułapki i użyć ich później, na przykład sidła można zacisnąć na truchle zwierzyny zwisającym z końca liny, dzięki czemu odciążona lina pozwoli na przedostanie się na platformę, która w innym wypadku byłaby poza zasięgiem chłopca. Pułapki te nie są zazwyczaj widoczne, póki gracz ich nie uaktywni, dlatego twórcy nazwali tytuł jako grę „prób i śmierci”, jako że postać gracza prawdopodobnie wielokrotnie zginie przed ich odkryciem i zakończeniem gry. Wiele scen śmierci jest animowanych z pomocą obrazów rozczłonkowania ciała lub obcięcia głowy chłopca, lecz opcjonalny filtr przemocy zaciemnia ekran, zamiast pokazywać te sceny. Osiągnięcia w grze (opcjonalne zadania) obejmują znalezienie ukrytych jaj owadów i zakończenie gry z pięcioma lub mniejszą liczbą śmierci podczas gry.